# شهرستان رشتان
ناحیهٔ رِشتان (به ازبکی: Rishton District) یک منطقهٔ مسکونی در ازبکستان است که در استان فرغانه واقع شده‌است.

## خصوصیات
ناحیهٔ رشتان ۴۲۰ کیلومترمربع مساحت و ۱۵۰٬۲۰۰ نفر جمعیت دارد.